# 勒莫勒山
46°06′24″N 06°27′18″E / 46.10667°N 6.45500°E

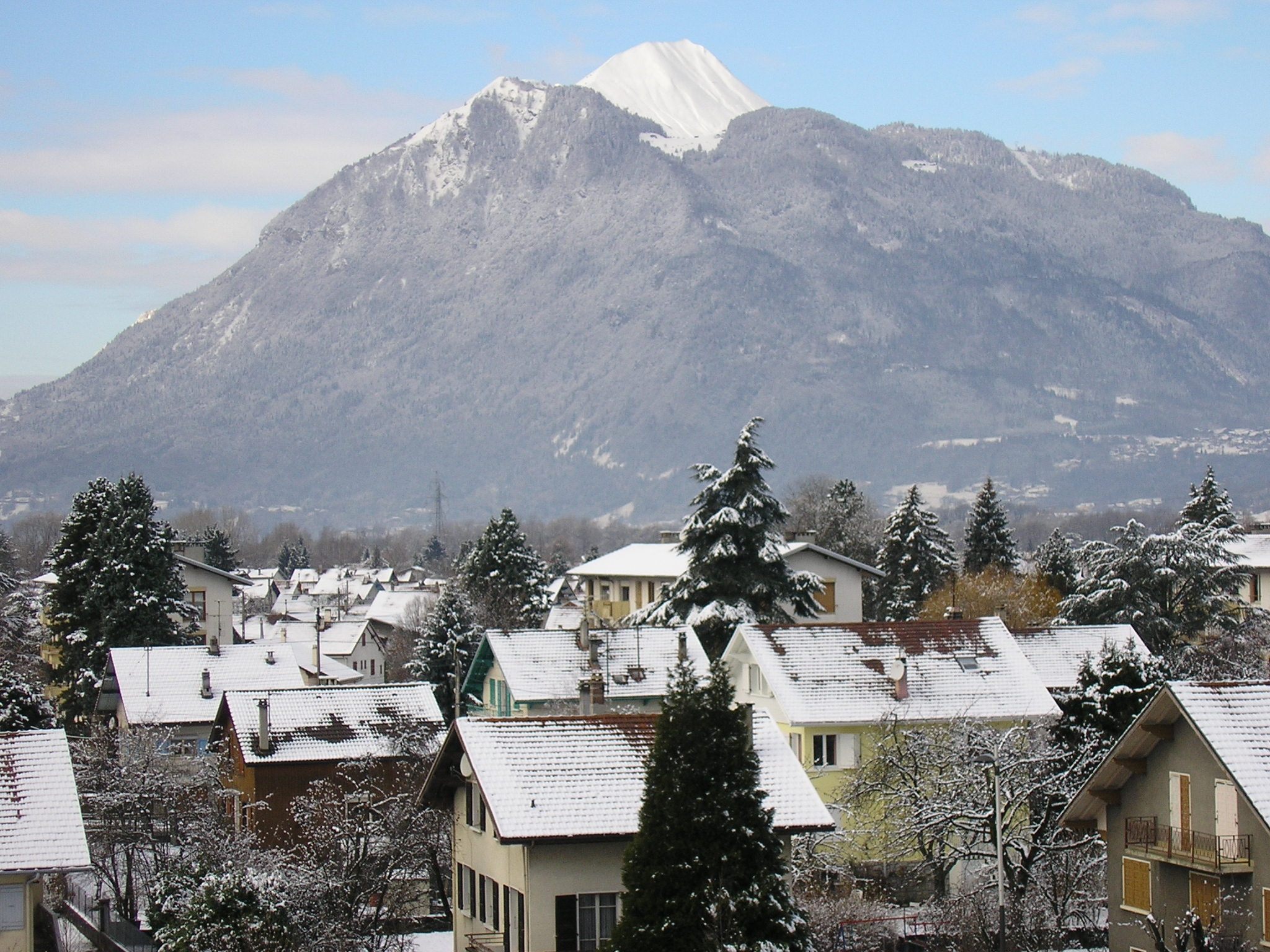

勒莫勒山（法語：Le Môle，法語發音：[lə mol]）是法國上薩瓦省的山峰，位於該國東部，屬於沙布莱山的一部分，距離首都巴黎400公里，海拔高度1,863米，每年平均降雨量1,674毫米。